# 子牙河
子牙河系属于海河流域，分滏阳河和滹沱河两大支流，主要河道有滹沱河、滏阳河、子牙新河。在流经河北省河间、大城等县至天津静海第六埠与海河的另一水系大清河会合后称西河。
子牙河长706公里，流域面积6.26万平方公里。